# آیوکستی (قمر)
آیوکستی (‎/aɪ.[invalid input: 'ɵ']ˈkæstiː/‎ eye-o-KAS-tee; یونانی: Ιοκάστη) (به انگلیسی: Iocaste) که با نام ژوپیتر XXIV نیز خوانده می‌شود، یکی از قمرهای نامنظم و مخالف گرد مشتری است. این قمر به وسیله تیمی از منجمان دانشگاه هاوایی به سرپرستی اسکات اس.شپرد در سال ۲۰۰۰ میلادی کشف شد
این گروه برای آن نام موقت اس/۲۰۰۰ جی ۳ را در نظر گرفتند.
این قمر با مدار ۲۰٬۷۲۳ مگامتر هر ۶۰۹٫۴۲۷ روز زمینی، یک بار به دور مشتری می‌چرخد. انحراف آن ۱۴۷ درجه نسبت به دائرةالبروج است. (۱۴۶ درجه نسبت به استوای مشتری) و خروج از مرکز مدار آن ۰٫۲۸۷۴ است.
در ماه اکتبر سال ۲۰۰۲ این قمر به نام آیوکستی مادر/زن ادیپ در اساطیر یونانی نامگذاری شد.
این قمر به گروه اننکه تعلق دارد و عقیده بر این است که از باقیمانده‌های سیارکی است که به دور خورشید می‌چرخیده است.
قطرآیوکاستی ۵ کیلومتر است، و به رنگ خاکستری (شاخص رنگ B-V=۰٫۶۳، R-V= ۰٫۳۶) شبیه سیارک سی دیده می‌شود.